# Arthur Egidi
Ferdinand Arthur Egidi (auch Artur Egidi, * 9. August 1859 in Berlin; † 3. Juni 1943 ebenda) war ein deutscher Organist, Komponist und Musikpädagoge.

## Leben und Werk
Arthur Egidi wurde als erstes von drei Kindern des Violoncellisten und Musikdirektors im Preußischen Kadetten-Corps, Johann Gottfried Egidi (* 2. August 1830 † 27. Februar 1865) und seiner Ehefrau Luise Pauline Emma geb. Wegener (* 1831 † 12. Oktober 1914) in Berlin geboren.
Arthur Egidi war von 1874 bis 1884 Schüler der Königlichen Hochschule in Berlin. Seine Lehrer dort waren Friedrich Kiel und Wilhelm Taubert.
Arthur Egidi wirkte von 1885 bis 1892 am Hoch’schen Konservatorium in Frankfurt am Main. Anschließend lebte er als Organist der Apostel-Paulus-Kirche, von 1913 bis 1921 an der Paul-Gerhard-Kirche und als Dirigent eines a-capella-Chores in Berlin. Von 1892 bis 1921 wirkte er als Organist und weitergehend bis 1925 als Lehrer für Orgel, Klavier und Musiktheorie am Institut für Kirchenmusik.
Folgende seiner Kompositionen erschienen im Druck: Psalm 84 für sechs-stimmigen Chor, Kammermusik für Bläser (Quartett op. 16, Quintett op. 18), diverse Orgelstücke, Lieder und Chorlieder. Zur Aufführung kamen die Chorwerke Königin Luise und Huldigung der Stände, die Bühnenwerke Ein Sommerabendspiel, Sonnenstrahl und Herzeleid sowie eine Ouvertüre.
Arthur Egidi starb am 3. Juni 1943 im Städtischen Bürgerhaus-Hospital in Berlin-Charlottenburg an den Folgen eines Oberschenkelhalsbruches. Die Trauerfeier fand am 7. Juni 1943 im Krematorium Wilmersdorf statt. Am 17. Juni 1943 wurde seine Urne zusammen mit der am gleichen Tag umgebetteten Urne seiner Frau Magdalena auf dem Wilmersdorfer Waldfriedhof Stahnsdorf beigesetzt. Die genaue Urnengrabstelle ist heute nicht mehr auffindbar.